# Marina Alexandrowna Borowskaja

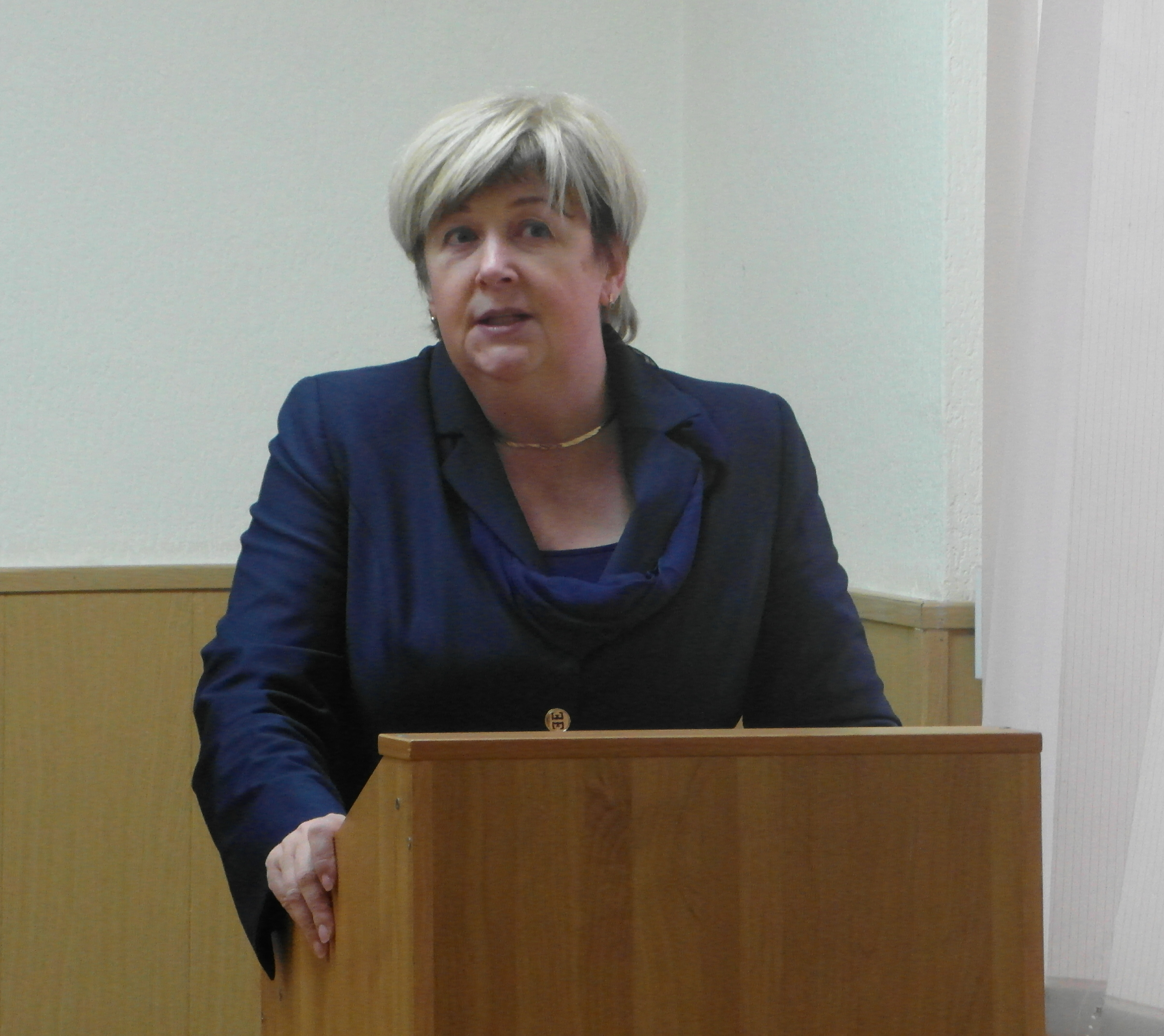
Marina Alexandrowna Borowskaja, 2013

Marina Alexandrowna Borowskaja (russisch Марина Александровна Боровская, * 8. Oktober 1964 in Swerdlowsk, Russische SFSR) ist eine russische Ökonomin. Professorin, Doktor der Wirtschaftswissenschaften und Rektorin der Südlichen Föderalen Universität seit 2012. Sie ist auch Präsidentin des Rates der Rektoren des Südlichen Föderalen Bezirks und Vizepräsidentin der Russischen Union der Rektoren.

## Biografie
Marina Alexandrowna Borowskaja wurde am 8. Oktober 1964 in Swerdlowsk (heute Jekaterinburg) geboren.
Im Jahr 1986 absolvierte sie die Wirtschaftsfakultät der Rostower Staatlichen Universität (Fachrichtung „Politische Ökonomie“).
Im Jahr 1989 schrieb sie sich im Vollzeit-Postgraduiertenstudium an der Rostower Staatlichen Universität ein. Im September 1991 begann sie auch an der Taganroger Staatlichen Radiotechnischen Universität als Assistentin am Department of Economics zu arbeiten. Seit 1994 arbeitete sie als Senior Spezialist der Kreditabteilung in der PromStrojBank in Rostow am Don. 1996 wechselte sie zur Versicherungsgesellschaft Soyuz, wo sie die Position der Hauptfinanzspezialistin innehatte.
Im Jahr 1997 verteidigte sie ihre Kandidatur im Jahr 2002. Ihre Doktorarbeit hatte zum Thema „Verwaltung von kommunalem Eigentum im System der regionalen Wirtschaft: ein theoretischer und ein angewandter Aspekt“. Von 2003 bis 2007 war sie verantwortlich für die Abteilung. Sie arbeitete von 2007 bis 2010 als stellvertretende Rektorin.
Im Jahr 2010 wechselte sie in das Ministerium für Bildung und Wissenschaft Russlands, wo sie bis 2012 den Posten der stellvertretenden Direktorin der Abteilung für die Organisation des Budgetprozesses, Rechnungslegung und Berichterstattung innehatte.
Am 18. Juni 2012 wurde Marina Borowskaja durch Dekret des Premierministers Dmitri Medwedew zum Rektor der Südlichen Föderalen Universität ernannt. Im Jahr 2016 wurde sie zum korrespondierenden Mitglied der Russischen Akademie der Bildung gewählt.